# Israel Military Industries
Israel Military Industries (івр. התעשייה הצבאית — Військова промисловість) — ізраїльська військова державна корпорація, яка виробляє системи озброєння, боєприпаси, а також ракетну і бронетехніку. Основний постачальник озброєнь армії оборони Ізраїлю.

## Історія
Israel Military Industries (IMI) була заснована в 1933 році і стала першим виробником зброї в цьому регіоні. Перший завод IMI було створено в 1933 році в Гіватаїмі. У 1936 році завод був переведений в приміщення шкіряного заводу на узбережжі на північ від Тель-Авіва. У тому ж році було розпочато випуск литих гранат і мінометів. У 1939 році директором IMI був призначений Ізраїль Амір, командувач Хагани в Герцлії. До моменту його виходу на пенсію в 1940 році IMI мало 7 відділень з 50 постійними працівниками. За час директорства Аміра IMI випустило 48 мінометів і 5 000 гранат, що було великим показником в кінці 30-х років.
У грудні 2013 року уряд Ізраїлю затвердив угоду про приватизацію концерну. До тендеру будуть допущені тільки ізраїльські компанії. Визначати компанії, які будуть допущені до тендеру, буде міністерство оборони. Воно ж буде найбільшим клієнтом компанії і контролером, який дозволяє експорт продукції в інші країни. При цьому, ряд стратегічних виробничих ліній, які держава зацікавлена зберегти під своїм прямим контролем з міркувань секретності і безпеки переводяться в спеціально для цієї мети створену держкомпанію «Томер».
9 квітня 2014 року Міністерство фінансів, Управління держкомпаній, профспілка і керівництво корпорації підписали колективну угоду про приватизацію і структуризації концерну. Відповідно до угоди, держава анулює борги ТААС в розмірі понад 500 млн шекелів, а керівництво корпорації звільнить займану її підприємствами територію в Рамат-ха-Шароні. До червня 2015 року 1200 працівників будуть звільнені або відправлені на дострокову пенсію з виплатою компенсацій. Також, скорочуються тисячі ставок протягом наступних 15 років. Нові корпуси ТААС будуть зведені в Негеві і в околицях Мигдаль-ха-Емек. Держава фінансує всі роботи по перенесенню підприємств, включаючи благоустрій звільнених земельних ділянок. На ці цілі виділяються 300 млн шекелів на рік.

## Забруднення навколишнього середовища
Один із заводів Israel Military Industries раніше знаходився в тель-авівському районі Ревівім. У 1990-ті роки виробництво було переведено в інше місце, а на території колишнього заводу почалося будівництво житлових будинків. Згодом в цьому районі в ґрунті і в підземних водах були виявлені небезпечні речовини і гази, що безпосередньо пов'язано з діяльністю заводу. Аналогічна історія сталася і з заводом «Маген» компанії IMI, який перебував з 1950-го по 1997 рік у промисловій зоні тель-авівського району Нахалат Іцхак на вулиці Дерех а-Шалом.

## Відділення
- Відділення наземних систем (Land System) — модернізація танків і бронетранспортерів.
- Відділення ракетних систем (Rocket Systems) — займається розробкою і виробництвом ракетних систем і двигунів. Відділ надає системні рішення у виробництві артилерійських ракетних систем, а також комплексних захисних систем для вертольотів.
- Відділення озброєнь (Munition systems) - виробляє боєприпаси для танків і артилерії, пневматична зброя, зброя для піхоти.
- Відділення просунутих систем (Advanced systems)
- Відділення боєприпасів малого калібру (Small caliber ammunition)

## Продукція
- Галіл штурмова гвинтівка
- Tavor штурмова гвинтівка булпап (і варіанти)
- Негев легкий кулемет
- Uzi пістолет-кулемет
- Jericho 941 пістолет
- SP-21 Barak пістолет
- Desert Eagle пістолет
- MAPATS ПТКР
- Ракета Delilah
- Гармата IMI 120 мм
- LAR-160
- CornerShot і обвіси
- Гвинтівкова граната Refaim
- Додаткова броня:
  - Бронеплити
  - Динамічний захист
  - Набір захисту тракторів (TPK) для Caterpillar D7
  - Набір броні для бульдозера Caterpillar D9(L\N)
  - Iron Fist active protection system — Активний захист (APS) для танків